# Min Häst
Min Häst är en hästtidning för barn och yngre tonåringar med blandat innehåll av främst tecknade serier men också reportage, artiklar, korta noveller och fakta om hästar och ridning. Min Häst har kommit ut i Sverige sedan 1972, det året kom det 4 nummer, sedan 1993 har det kommit 26 nummer varje år. Tidningen tecknas huvudsakligen av Lena Furberg och ges ut av Egmont Kids Media Nordic AB.
I tidningen publiceras serien Mulle som handlar om den orediga ponnyn Mulle och hans kompisar. Silverpilen (eller bara Pilen) är en grå ponny som ägs av Kajsa. Kajsa och Mulles ägare Molly är bästa vänner. Stallkatten Edgar och sällskapskaninen Tulpanöra bor tillsammans med Mulle i stallet. Mulles pappa var den ökända rodeohingsten Åskmolnet och hans mamma var en fjording vid namn Smörblomma. Åskmolnet dog när han en gång hoppade med huvudet före in i en vägg under rodeon och Smörblomma dog antagligen en fridfull död vid hög ålder på den gård där Mulle växte upp. Mulle har dessutom en lillebror vid namn Tumbleweed, som förut bodde i Texas, men som sedan (mest av misstag) flyttade till Island. Mulle busar ofta med Molly; kastar av henne, rymmer, smyger in i havreboden m.m. Men innerst inne älskar han henne, och även om Molly blir sur på Mulle ibland så älskar hon honom också.